# 家老渡フェリー汽船

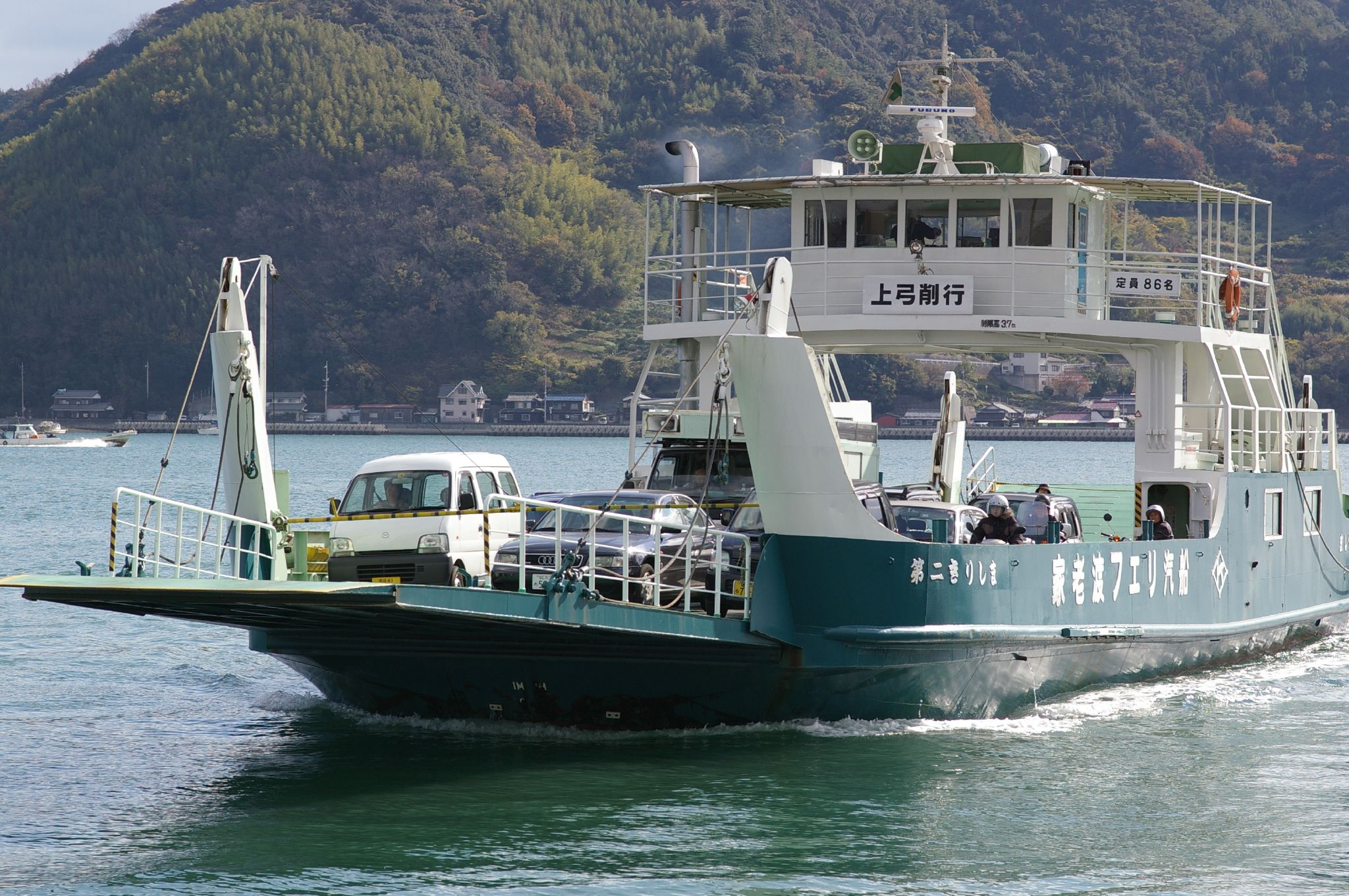
第二きりしま(2006年)

家老渡フェリー汽船（かろうとフェリーきせん）は、広島県尾道市因島三庄町（因島）に本社を置く、海運会社。

## 航路
弓削汽船の旅客船化(のち廃業)後は、弓削島を発着する唯一のカーフェリー航路となっている。
- 家老渡（因島）- 上弓削（弓削島）

1974年9月1日運航開始
距離1km、航海時間5～7分

## 船舶

### 運航中の船舶
第二きりしま (2代)
- 1967年12月竣工[3]、2002年10月就航(買船)。86総トン、全長26m、幅8.5m、出力300馬力、航海速力9.8ノット。
- 旅客定員86名。車両積載数：トラック5台。田熊造船建造。もと三光汽船「第一いんのしま」を改造。

第三きりしま
- 1965年4月竣工[3]、1974年9月1日就航[1](買船)。80総トン、全長32m、幅7m、出力300馬力、航海速力10.2ノット。
- 旅客定員68名。車両積載数：トラック7台。中村造船鉄工所建造。

### その他の船舶
第一きりしま
- 引退後、売船

第二きりしま (初代)
- 引退

第五きりしま
- 1965年3月竣工、1976年2月24日就航(買船)[1]、田熊造船建造。
- 91総トン、登録長26.46m、型幅8.20m、型深さ1.95m、ディーゼル1基、機関出力200ps。

第八きりしま
- 1965年10月竣工、中村造船鉄工所建造。
- 81総トン、登録長29.76m、型幅7.00m、型深さ2.70m、ディーゼル1基、機関出力300ps。

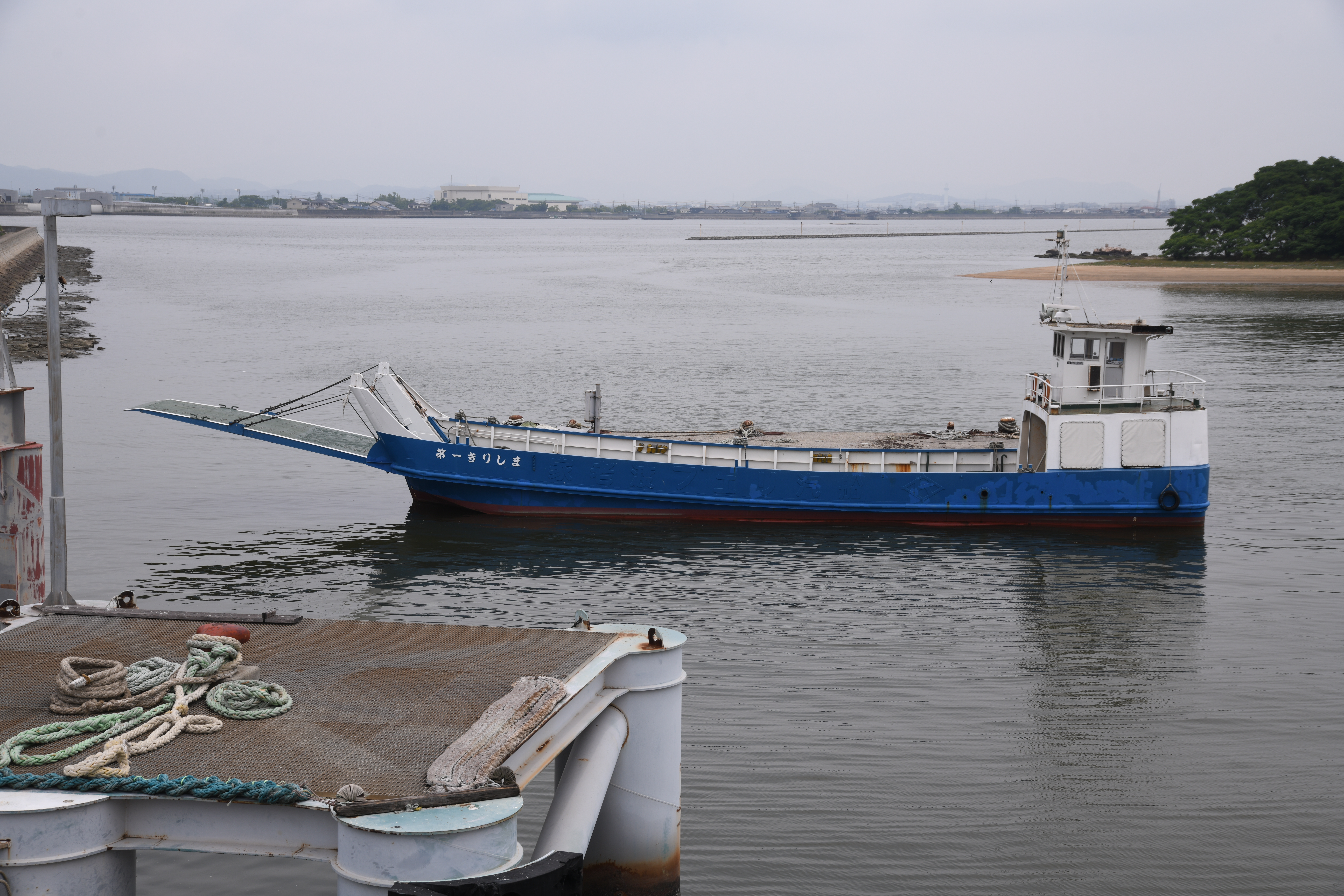
第一きりしま (新岡山港・売船後)
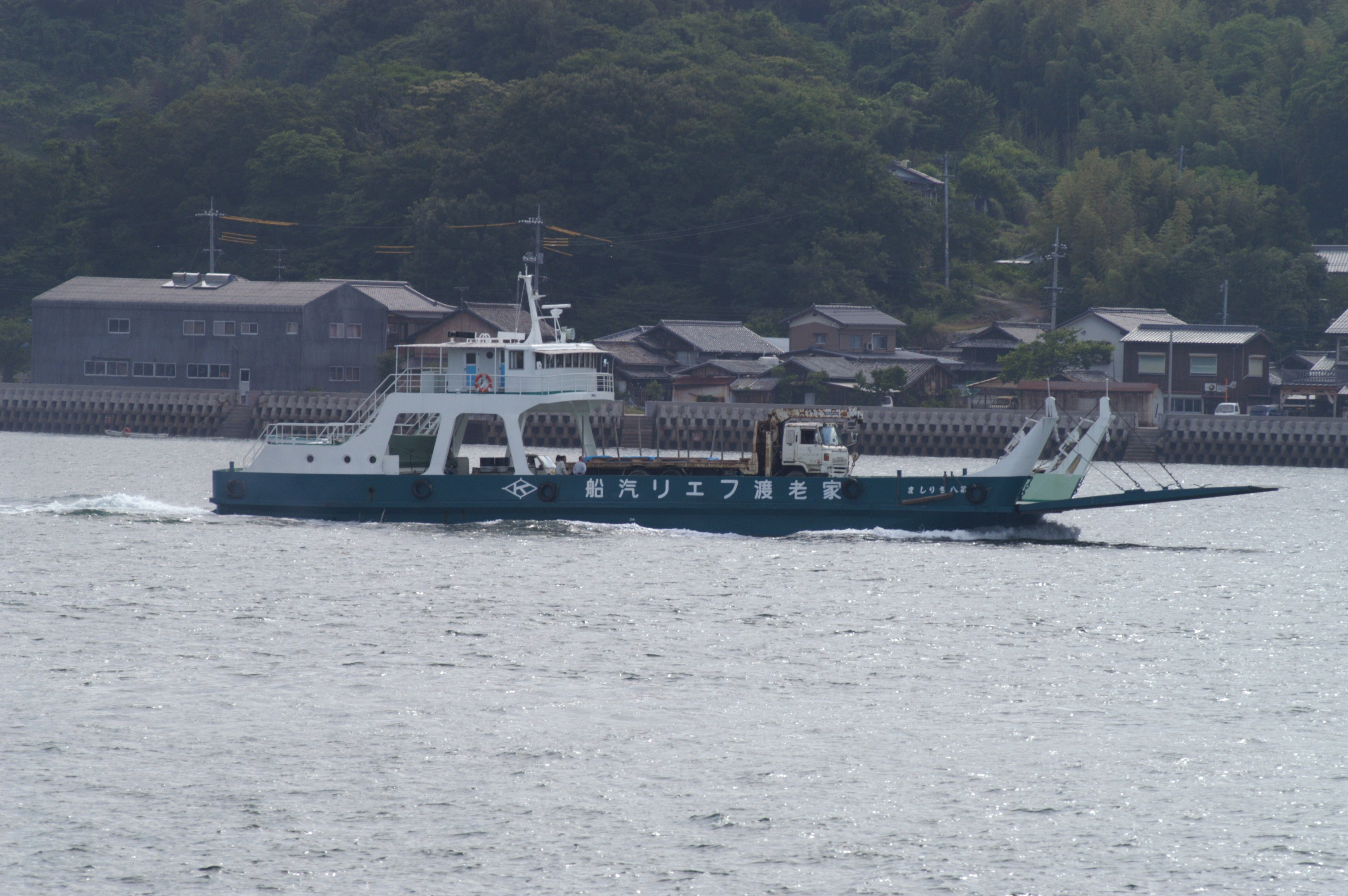
第八きりしま (弓削島沖)